# Корби (Арђеш)
Корби (рум. Corbi) насеље је у Румунији у округу Арђеш у општини Корби. Oпштина се налази на надморској висини од 562 m.

## Становништво
Према подацима из 2002. године у насељу је живело 4395 становника, од којих су сви румунске националности.

### Хронологија
| Година       | 1992 | 1993 | 1994 | 1995 | 1996 | 1997 | 1998 | 1999 | 2000 | 2001 | 2002 | 2003 | 2004 | 2005 | 2006 | 2007 | 2008 | 2009 | 2010 | 2011 | 2012 | 2013 | 2014 | 2015 | 2016 | 2017 |
| ------------ | ---- | ---- | ---- | ---- | ---- | ---- | ---- | ---- | ---- | ---- | ---- | ---- | ---- | ---- | ---- | ---- | ---- | ---- | ---- | ---- | ---- | ---- | ---- | ---- | ---- | ---- |
| Становништво | 4956 | 4928 | 4875 | 4803 | 4741 | 4704 | 4649 | 4610 | 4587 | 4559 | 4493 | 4462 | 4407 | 4365 | 4338 | 4267 | 4242 | 4202 | 4214 | 4199 | 4190 | 4155 | 4138 | 4104 | 4067 | 4079 |